# Fes el Bali
Fes el Bali (àrab: فاس البالي, Fās al-Bālī, lit. ‘el Vell Fes’; en amazic: ⴼⴰⵙ ⴰⵇⴷⵉⵎ) és la part emmurallada més antiga de Fes, al Marroc. Fou fundada com a capital de la dinastia idríssida entre el 789 i el 808. La UNESCO inscrigué Fes el Bali, amb Fes Jdid, com a Patrimoni Mundial el 1981 amb el nom de Medina de Fes. Aquest inclou el teixit urbà i les muralles de Fes el Bali, i també una zona coixí fora muralla destinada a preservar la integritat visual del lloc. Fes el Bali és, amb Fes Jdid i la Vila Nova o "Ciutat Nova", creada pels ocupants francesos, un dels tres principals districtes de Fes.

## Història

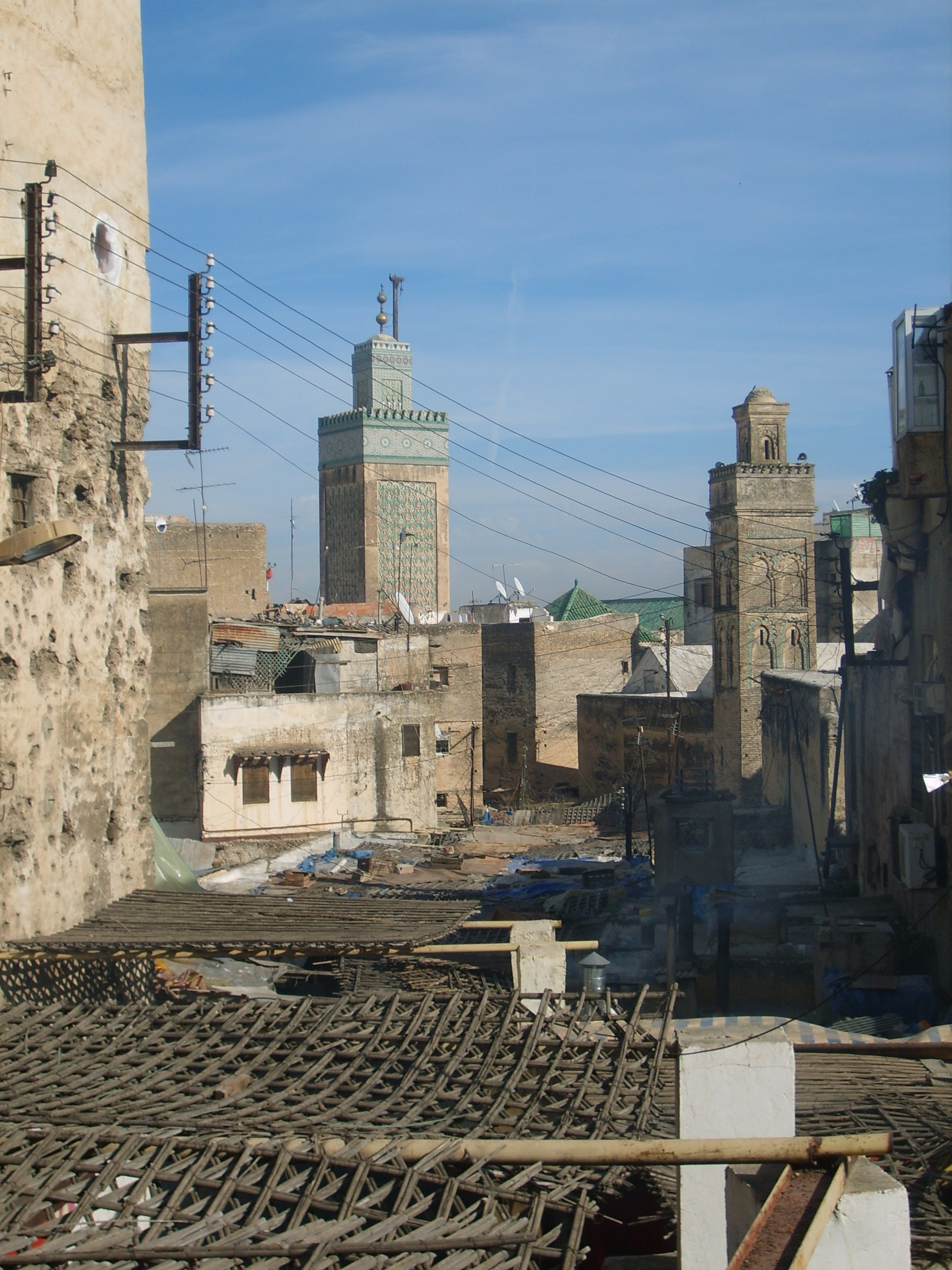
L'antiga medina de Fes. Vista sobre el carrer Tala'a Kebira i el minaret de la Madrassa de Bou Inania (esquerra) i una altra mesquita (dreta)

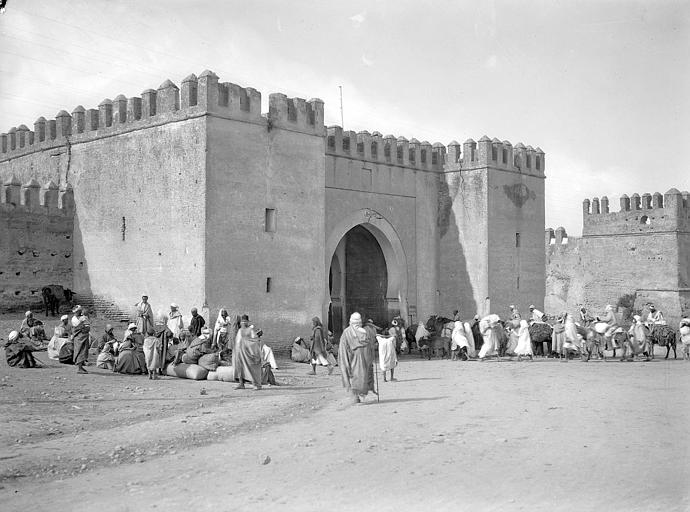
Vista de Bab Ftouh, la porta sud de la ciutat, a principis del

Com a capital de l'imperi, Idrís al-Àkbar va triar construir una nova ciutat al marge dret del riu Fes l'any 789. Molts dels primers habitants eren refugiats que fugien d'un alçament a Còrdova (Al-Àndalus). Tanmateix, el 809, el seu fill, Idrís al-Àsghar, va decidir fundar una capital pròpia a la riba contrària del Fes. Malgrat que sols estaven separades per un riu prou petit, les ciutats cresqueren per separat i esdevingueren dues ciutats individuals fins que s'unificaren en el segle xi pels almoràvits. Aquesta vegada també va haver-hi molts refugiats que decidiren establir-se a la nova ciutat, encara que aquesta volta fugien d'un aixecament a Kairuan (en l'actual Tunísia). Les fonts tradicionals registren que la Universitat d'Al-Qarawiyyin (o Al-Karaouine) fou fundada per una d'aquests refugiats, Fàtima al-Fihriyya, el 859. La UNESCO i Guinness World Records la consideren la universitat en funcionament continu més antiga del món. La Mesquita Al-Andalusiyyin (o Mesquita dels Andalusos), a la riba oposada del riu, també es creu tradicionalment que fou fundada per sa germana en el mateix any.
Sota els almoràvits, Fes va perdre la condició de capital, que es traslladà a l'acabada de crear Marràqueix. Durant el domini almohade (segles XII-XIII), Fes fou una pròspera ciutat mercantil. Fins i tot va arribar a ser la ciutat més gran del món durant aquesta època, amb uns 200.000 habitants.
Després de derrotar els almohades al Marroc, els marínides van traslladar la capital de Marràqueix a Fes. Això va marcar el començament del major període de la història de Fes. Quan la traslladaren el 1276, van començar a construir una nova ciutat fora de les antigues muralles. Al principi es va dir Madinat al-Bayda ('la Ciutat Blanca'), però aviat es va canviar a Fes el-Jdid ('la Nova Fes'), mentre que la ciutat antiga es digué Fes el-Bali ('la Vella Fes').: :62 Els marínides van construir les primeres veritables madrasses al Marroc, amb molts monuments arquitectònics més notables de la ciutat, com ara la Madrassa de Bou Inania, la Madrassa d'Al-Attarin i la de Sahrij.
La dinastia sadita (del segle XVI i començament del XVII), que tornà la capitalitat a Marràqueix, no va prestar massa atenció a Fes, tret dels ornamentats pavellons d'ablucions afegits al pati de la Mesquita Qarawiyyin durant la seua època. Van construir una sèrie de forts i bastions al voltant de la ciutat que semblen haver tingut com a objectiu mantenir el control sobre la població autòctona. En la seua majoria estaven situats en terrenys més alts amb vista a Fes el-Bali, des d'on haurien pogut bombardejar fàcilment la ciutat amb canons. Entre aquests, hi ha la Kasbah Tamdert, dins les muralles de la ciutat, a prop de Bab Ftouh, i els forts de Borj Nord (Borj al-Shamali) als turons del nord, Borj Sud (Borj al-Janoub) als del sud, i el Borj Sheikh Ahmed a l'oest, en un punt de les muralles de Fes el-Jdid que era més a prop de Fes el-Bali. Aquests se'n construïren a la fi del segle XVI, en la majoria pel soldà Àhmad al-Mansur.
Només quan el fundador de la dinastia alauita, Mulay al-Rashid, va prendre Fes el 1666, la ciutat experimentà un nou renaixement, tot i que breu. Va construir la Kaṣbah Cherārda (també coneguda com Kasbah al-Khemis) al nord-oest de Fes el-Jdid per a albergar gran part de les tropes tribals. També va restaurar o reconstruir el que es va conéixer com la Kasbah an-Nouar, que esdevingué l'habitatge dels seus seguidors de la zona de Tafilalt (la llar ancestral de la dinastia alauita). Per açò, la kasbah també es coneixia com a Kasbah Filala ('Kasbah de la gent de Tafilalt'). Mulay Isma'il, el seu successor, trià la propera Meknés com a capital, però va restaurar o reconstruir alguns monuments importants de Fes el-Bali, com ara la Zàuiya de Mulay Idriss II. Si bé els conflictes de successió entre els fills de Mulay Isma'il foren un altre punt baix en la història de Fes, la fortuna de la ciutat s'alçà més definitivament després del 1757 amb el regnat de Mulay Muhammad Ibn Abdallah III i amb els seus successors.
El darrer canvi important en la topografia de Fes abans del segle XX es va produir durant el regnat de Mulay Hasan I (1873-1894), que va unir Fes el-Jdid i Fes el-Bali construint-hi un corredor emmurallat. En aquest nou corredor, entre les dues ciutats, es construïren nous jardins i palaus d'estiu per a la reialesa i l'alta societat, com ara els Jardins Jnan Sbil i el Palau Dar Batha.
El 1912 s'instituí el Protectorat colonial francés del Marroc després del Tractat de Fes. Fes deixà de ser el centre del poder marroquí quan la capital es traslladà a Rabat, que continuà sent-ne la capital fins i tot després de la independència, al 1956. Sota el comandament del general resident francés Hubert Lyautey, una decisió política important amb conseqüències a llarg termini fou la renúncia a la reurbanització de les ciutats històriques emmurallades i preservar-les intencionadament com a Patrimoni històric, que encara hui es coneixen com a "medines". En comptes d'això, l'administració colonial francesa va construir noves ciutats modernes (les Villes Nouvelles) als afores de les ciutats antigues, on sobretot residien els colons europeus, amb serveis moderns d'estil occidental. L'existència actual d'una Ville Nouvelle ('Ciutat Nova') al costat de la medina històrica de Fes fou, doncs, una conseqüència d'aquesta primerenca presa de decisions colonial i tingué un impacte més ampli en l'evolució de tota la ciutat. Si bé les noves polítiques colonials van preservar els monuments històrics, també tingueren altres conseqüències a llarg termini en detenir el creixement urbà en aquestes àrees patrimonials. Els marroquins rics i burgesos se n'anaren a la Ville Nouvelle més moderna durant el període d'entreguerres. Per contra, la ciutat vella (medina) de Fes fou habitada com més anava per immigrants marroquins rurals, més empobrits.:26
En l'actualitat, Fes el-Bali i la gran medina històrica són importants pel seu patrimoni històric. En els darrers anys s'han realitzat esforços per a restaurar i rehabilitar-ne el teixit històric.

## Geografia i disseny

### Estructura urbana
La ciutat es troba a banda i banda del riu Fes (també dit Oued Bou Khrareb). Tot i que algunes parts de la muralla i de les portes històriques han desaparegut, Fes el-Bali encara està envoltada en la major part per un llarg i sinuós circuit de muralles defensives. S'entrava per diferents portes, les més importants de les quals eren Bab Mahrouk, Bab Guissa i Bab Ftouh. A l'extrem occidental de la ciutat hi havia dues kasba (recintes fortificats) històriques adossades a la ciutat: la kasba an-Nouar, que encara existeix al costat nord de la plaça Bou Jeloud, i la kasba Bou Jeloud, les muralles de la qual han desaparegut, però que es trobava just al sud-oest de l'actual porta de Bab Bou Jeloud. La kasba Bou Jeloud fou la residència del governador i seu del control del govern. La Mesquita de Bou Jeloud, construïda pels almohades, continua sent una de les úniques restes del recinte originari.
Com en moltes ciutats islàmiques medievals, els principals carrers del basar solen anar de les portes principals de la ciutat a l'àrea de la mesquita principal: en aquest cas, Qarawiyyin i, en menor mesura, la Zàuiya de Mulay Idriss II i la Mesquita dels Andalusos. Aquestes mesquites estan situades dins o a prop de les principals zones comercials i econòmiques. Els carrers del soc són els principals eixos comercials i alberguen la major part dels caravanserralls (funduq o posades per a comerciants). Com a resultat, els comerciants i els visitants poques vegades tenien necessitat d'eixir d'aquestes àrees i la majoria de carrers que es bifurcaven sols conduïen a carrils residencials (sovint anomenats derbs), molts dels quals duien a atzucacs. Fins i tot hui, els turistes se solen trobar sols en aquestes principals vies. Els monuments i institucions més importants són en o a prop dels principals carrers del soc. En conseqüència, la medina té una estructura urbana cohesionada i jerarquitzada que es pot distingir en dos nivells. A nivell local, els barris i districtes estan especialitzats en residències, comerços i indústries. A un nivell més ampli, la ciutat s'organitza en relació amb els principals punts d'importància, com ara les portes i les mesquites. En aquest nivell més ampli, hi ha uns quatre centres principals d'activitat i organització urbana: un entorn de la Mesquita de Qarawiyin, un altre de la Mesquita dels Andalusos, un altre de la Madrassa mesquita de Bou Inania i l'aglomeració històricament separada de Fes el-Jdid.
Fes el-Bali destaca també per ser una gran zona urbana sense trànsit rodat (unes 300 hectàrees), a causa del teixit urbà ben conservat de carrers estrets i carrerons. Només una carretera principal entra en la medina des del sud, seguint el curs del riu, i arriba a la plaça R'cif, a prop del centre urbà, i això permet l'accés del transport públic i els vehicles d'emergència.

### Districtes i barris

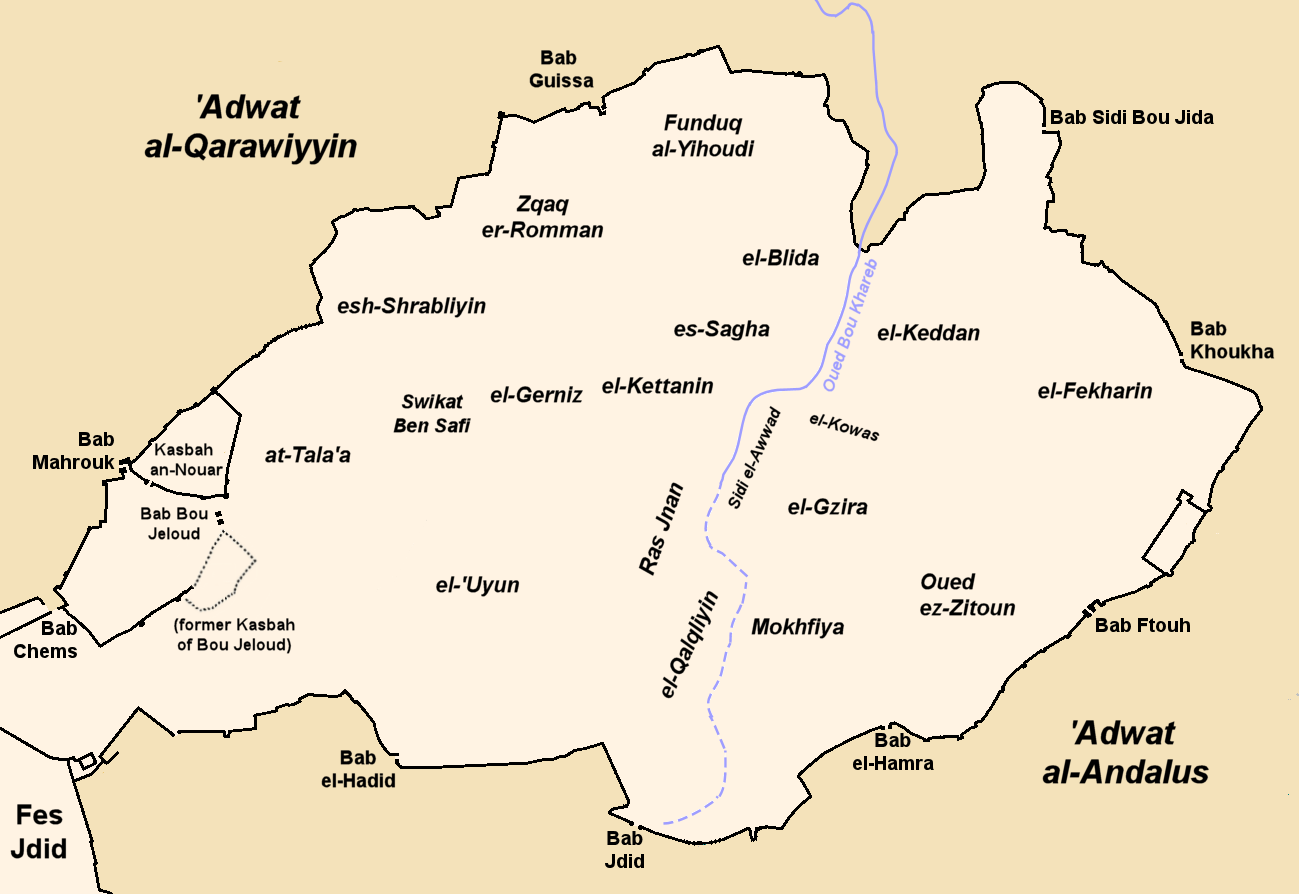
Mapa que mostra les muralles i portes històriques de la ciutat, així com les ubicacions dels barris històrics (com existien a principis del segle XX)

La ciutat està dividida a grans trets en dos barris, en ribes oposades del riu Fes: el barri Qarawiyyin o 'Adwat al-Qarawiyyin (a la riba oest) i el barri andalusí o 'Adwat al-Andalus (a la riba est). Aquests es divideixen al seu torn en barris o districtes històrics més menuts. A començament del segle xx, l'historiador francés Roger Le Tourneau escrigué que la ciutat estava dividida en 18 barris. Le Tourneau assenyalà que el Salwat el-Anfas, una crònica del segle XIV, recull una divisió de barris molt semblant, tot i que els límits i els noms n'hagen canviat lleugerament. El nom 'Adwat també s'utilitza en algunes fonts per a referir-se a tota la riba est de la ciutat (el barri andalús).:118-120
Barri Qarawiyyin:
- el-Mokhfiya ("l'Ocult")
- Sidi el-Awwad i el-Kowas ("les Voltes")
- el-Keddan ("el Tuf")
- el-Gzira ("l'Illa")
- el-Fekharin ("els Terrissaires")
- Oued ez-Zitoun ("el riu de les Oliveres")

Tant la zona del-Fekharin com la d'Oued ez-Zitoun, que ocupen tota la banda oriental del barri andalusí més enllà de la Mesquita d'Andalusiyyin, estaven pràcticament buides de construccions importants abans del segle xx, tret d'algunes estructures religioses i funduqs (caravanserralls). Aquests districtes només s'ompliren de cases durant el període del Protectorat colonial francés del segle XX. El districte d'al-'Uyun, que abastava una zona molt àmplia al sud-est del barri de Qarawiyyin, estava històricament ocupat per jardins i riques finques utilitzades per les classes riques i burgeses. Així ho testifica el nombre de mansions històriques que encara existeixen en aquesta zona, com ara Dar Moqri i Dar Glaoui. El nom d'al-'Uyun, 'les Fonts', feia referència a nombrosos rierols i fonts d'aigua que travessaven el barri i donaven aigua als seus jardins.
El nom Funduq el-Yihudi ('Posada del Jueu') reflecteix el fet que, abans de la creació de la Mellah a Fes el-Jdid, la comunitat jueva s'havia concentrat en aquest barri des de l'època d'Idrís II (a la primeria del segle IX). (Tot i que els jueus també havien viscut i treballat en moltes altres parts de la ciutat durant aquest període.) El cementeri jueu originari de la ciutat també era a prop d'ací, just fora de la porta propera de Bab Guissa.

## Amenaces i conservació
La UNESCO troba que n'hi ha dues amenaces principals per a aquest Patrimoni de la Humanitat:
- Una població cada vegada major en una zona ja perillosament superpoblada i el creixement urbà descontrolat que en resulta.[4]
- La deterioració de les cases.[4]

A causa de la vulnerabilitat de l'indret, el govern ha adoptat un pla especial per a tenir cura d'aquest lloc Patrimoni de la Humanitat, i de tots els edificis i monuments que abraça. L'objectiu n'és evitar que les cases s'esfondren i salvaguardar-ho tot.
Des del 1989, l'agència ADER-Fes (Association pour la dédensification et réhabilitation de Fès-Médina) s'ha encarregat de restaurar gran part de la medina i salvaguardar-ne el patrimoni. En els darrers anys s'han fet esforços per a restaurar més de l'antiga medina, des de dotzenes de monuments fins a intents de rehabilitar el riu Fes.
La plaça Lalla Yeddouna, al bell mig de la medina, s'ha sotmés a mesures de reconstrucció i conservació després d'un concurs de disseny patrocinat per Millennium Challenge Corporation (Washington DC) i el Govern del Marroc. La intenció és no sols preservar la qualitat i les característiques del lloc del Patrimoni Mundial de la UNESCO, sinó també fomentar el desenvolupament de l'àrea com a sostenible per a ús mixt per a les indústries artesanes i els residents.

## Punts de referència
Aquests són alguns monuments històrics i llocs emblemàtics de Fes el-Bali.

### Mesquites i zàuiyes
- Mesquita Universitat Al-Qarawiyyin
- Mesquita dels Andalusos
- Zàuiya de Moulay Idris II
- Zàuiya de Sidi Ahmed al-Tijani
- Mesquita Chrabliyine
- Mesquita Bab Guissa
- Mesquita Bou Jeloud
- Mesquita R'Cif
- Mesquita Abu al-Hassan
- Mesquita Diwan

### Madrasses
- Madrassa de Bou Inania
- Madrassa al-Attarine
- Madrassa as-Sahrij
- Madrassa Querratina
- Madrassa as-Seffarine
- Madrassa Mesbahiyya

### Palacios i cases històriques
- Dar Batha (Museu)
- Dar Mnebhi
- Dar Moqri
- Dar Glaoui
- Dar Jamai
- Dar Adiyel

### Funduqs(caravanserralls)
- Funduq el-Nejjarine (Museu d'Arts i Oficis de Fusta)
- Funduq Staouniyyin (o "Foundouk Tetouaniyine")
- Funduq Shamma'in (o "Foundouk Chemmaïne")
- Funduq Sagha
- Funduq Ketanina

### Blanqueries
- Adoberia Chouara
- Adoberia Sidi Moussa

### Portes i fortificacions
- Muralles històriques de la ciutat
- Bab Bou Jeloud (porta)
- Bab Mahrouk (porta)
- Bab Ftouh (porta)
- Bab Guissa (porta)
- Borj Nord (fortalesa; també Museu d'Armes)
- Borj Sud (fort)
- Kasbah an-Nouar (barri emmurallat) i Bab Chorfa (porta)

### Altres fites històriques
- Tombes marínides de Fesç
- Cementeri Bab Ftouh (inclòs el Mausoleu de Sidi Harazem)
- Tala'a Kebira (carrer)
- Kissariat al-Kifah (basar)
- Dar al Magana